# نگاهی در آینه بینداز
نگاهی در آینه بینداز (انگلیسی: Take a Look in the Mirror) ششمین آلبوم استودیویی گروه نیو متال آمریکایی کورن است. این آلبوم که در ۲۱ نوامبر ۲۰۰۳ (۳۰ آبان ۱۳۸۲) از طریق اپیک رکوردز منتشر شد، آخرین آلبوم استودیویی کورن است که ترکیب اصلی آنها را به نمایش می‌گذارد، زیرا گیتاریست اصلی آنها برایان «هد» ولش در فوریه ۲۰۰۵ گروه را ترک کرد تا اینکه در سال ۲۰۱۳ با انتشار آلبوم جابجایی پارادایم به گروه بازگشت. درامر اصلی، دیوید سیلوریا نیز کورن را قبل از پایان سال ۲۰۰۶ پس از انتشار آلبوم بعدی آنها (تو را در طرف دیگر خواهم دید) ترک کرد. همچنین این آخرین آلبوم استودیویی کورن تحت برچسب موسیقی ناشران اپیک رکوردز و ایمورتال رکوردز بود.

## فهرست آهنگ‌ها
همه آهنگ‌ها به جز موارد ذکر شده، توسط کورن نوشته شده‌است.
| شماره      | نام | نویسنده(ها)                  | مدت   |
| ---------- | --- | ---------------------------- | ----- |
| ۱.         | «Right Now» |                              | ۳:۱۰  |
| ۲.         | «Break Some Off» |                              | ۲:۳۵  |
| ۳.         | «Counting on Me» |                              | ۴:۴۹  |
| ۴.         | «Here It Comes Again» |                              | ۳:۳۳  |
| ۵.         | «Deep Inside» |                              | ۲:۴۶  |
| ۶.         | «Did My Time» |                              | ۴:۰۴  |
| ۷.         | «Everything I've Known» |                              | ۳:۳۴  |
| ۸.         | «Play Me» (با حضور ناز) | کورن، نصیر بن اولو دارا جونز | ۳:۲۱  |
| ۹.         | «Need To» |                              | ۴:۲۹  |
| ۱۰.        | «Let's Do This Now» |                              | ۳:۱۸  |
| ۱۱.        | «I'm Done» |                              | ۳:۲۳  |
| ۱۲.        | «Y'All Want a Single» |                              | ۳:۱۷  |
| ۱۳.        | «When Will This End» ("When Will This End" در ۳:۳۹ تمام می‌شود؛ ترک مخفی یک کاور اجرای زنده آهنگ "تنها" متالیکا است (اجرا شده در ام‌تی‌وی آیکون متالیکا سال ۲۰۰۳ شروع آهنگ در ۹:۵۲) |                              | ۱۴:۲۴ |
| مجموع مدت: | مجموع مدت: | مجموع مدت:                   | ۵۶:۴۳ |

## اعضا
کورن
- جاناتان دیویس – خواننده، نی‌انبان، تولید
- برایان «هد» ولش (با عنوان "سر هدلی") - گیتار
- جیمز «مانکی» شفر (با عنوان "جیمز گوریل") - گیتار
- رجینالد «فیلدی» آرویزو (با عنوان "سگ") - بیس
- دیوید سیلوریا (با عنوان "والی بال‌جکر") - درامز